# Ахуба, Елена Кирилловна
Еле́на Кири́лловна А́хуба (род. 1935) — абхазская советская колхозница, депутат Верховного Совета СССР.

## Биография
Родилась в 1935 году. Абхазка. Беспартийная. Образование среднее.
С 1954 года колхозница колхоза им. Лакоба Очамчирского района Абхазской АССР.
Депутат Совета Национальностей Верховного Совета СССР 9 созыва (1974—1979) от Очамчирского сельского избирательного округа № 490 Абхазской ССР.